# Eleutherodactylus longipes
Eleutherodactylus longipes es una especie de anfibio anuro de la familia Eleutherodactylidae.

## Distribución geográfica
Esta especie es endémica de México. Habita en los estados de Nuevo León, Tamaulipas, San Luis Potosí, Querétaro e Hidalgo entre los 650 y 2000 m de altitud en la Sierra Madre Oriental.

## Publicación original
- Baird, 1859 : Reptiles of the boundary, with notes by the naturalists of the survey, In Report of the United States and Mexican Boundary Survey, Under the Order of Lieut. Col. W.H. Emory, Major First Cavalry, and United States Commissioner, vol. 2, n.º 2, Department of the Interior, Washington D. C., p. 1-35.[5]